# 大野城市立平野小学校
大野城市立平野小学校（おおのじょうしりつ ひらのしょうがっこう）は、福岡県大野城市横峰二丁目にある公立小学校。

## 概要
大野城市域南部の山麓に位置し、南に牛頸ダムを湛える牛頸山を仰ぎ、わずか西に牛頸川の流れを湛え、田園風景と森林のうちにあり豊富な自然に囲まれて存在している。2006年度の児童数は499人。特に国語教育に力点が置かれている。

## 沿革
- 1977年（昭和52年） - 大野城市立大野南小学校より分離開校[1]。
- 1996年（平成8年） - 大野城市立月の浦小学校を分離開校する。
- 1996年（平成8年）～1997年（平成9年） - 校舎の大規模な改装。
- 1998年（平成10年） - 文部省による「へき地学校等IT活用方法研究開発事業」の研究校に指定される。

## 学校行事
- 4月 始業式、入学式、交通安全教室
- 5月 避難訓練、運動会
- 7月 終業式
- 9月 始業式、参観
- 10月 自然教室、発育測定、視力検査
- 11月 修学旅行
- 12月 終業式
- 1月 始業式
- 3月 お別れ集会、卒業式、修了式

## 通学区域
- 牛頸1丁目1番、2丁目から4丁目、大字牛頸、畑ケ坂1丁目から2丁目、宮野台、横峰1丁目から2丁目、若草1丁目から4丁目[2]

## 進学先中学校
- 大野城市立平野中学校[2]

## 交通
最寄の鉄道駅は西鉄天神大牟田線下大利駅またはJR九州鹿児島本線大野城駅。最寄のバス停は西鉄バス『南ケ丘五丁目』。

## 周辺
- 平野神社

今木神などを祀る神社（参照『牛頸平野神社』）。南西に約500m、牛頸川の西岸に所在。
- 桜公園

1971年（昭和46年）に廃校に至った「牛頸小学校」の跡碑がのこる（参照『牛頸小学校跡地』）。南に約300mに所在。
- 薬師堂と薬師の杜

薬師堂とこれを囲む雑木（参照『福岡県大野城市の薬師の杜と薬師堂』）。市指定天然記念物。桜公園のわずか北に所在。
- 大野城市立平野中学校

約1.1km南に所在。

## 著名な出身者
- 柴田隆一（プロ競泳選手）